# Kurt Müller (Schriftsteller)

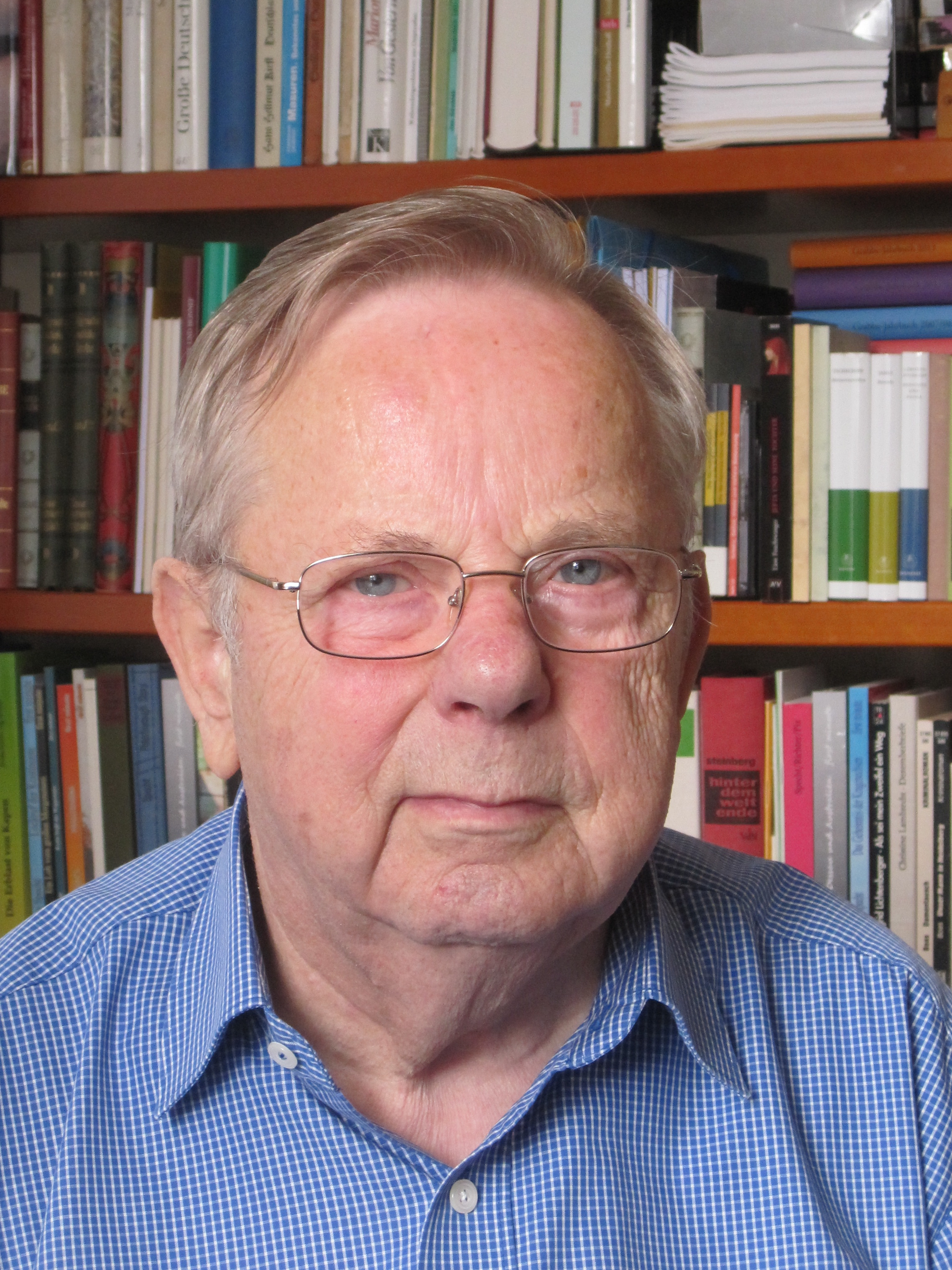
Kurt Müller 2014

Kurt Müller (* 4. August 1933 in Bad Salzuflen) ist ein deutscher Schriftsteller.

## Leben
Er kam als siebtes Kind einer Arbeiterfamilie zur Welt. Seine Kindheit verlebte er in Bad Salzuflen und besuchte dort ab 1940 die achtklassige Volksschule. Schon früh zeigte sich sein Interesse an Büchern. Nach Abschluss der Schule im Jahre 1948 arbeitete er in Handwerk und Industrie. Im Alter von 18 Jahren trat er der KPD bei und besuchte einen Parteilehrgang. Außerdem nahm er an vielen Aktionen der Partei und der FDJ teil, so auch 1951 an den Weltfestspielen der Jugend und Studenten in Berlin.
Im April 1957 übersiedelte Kurt Müller in die DDR, um den Sozialismus zu erleben. Dort arbeitete er in Dessau als Schichtarbeiter in einer Maschinenfabrik. Ab 1960 erschienen erste Veröffentlichungen von ihm. In dieser Zeit verfasste er für eine Tageszeitung Berichte über Kulturereignisse. Schon nach kurzer Zeit stellte er fest, dass es einen großen Unterschied zwischen der Propaganda und der Realität gab. Auf seiner Arbeitsstelle geriet er wegen eines kritischen Artikels über Missstände im Betrieb in Konflikte mit den Genossen. Er verließ den Betrieb und arbeitete fortan im Handwerk als Sanitärinstallateur.
Inzwischen war er Mitglied eines Zirkels Schreibender Arbeiter geworden, der unter der Leitung des Schriftstellers Werner Steinberg stand. Einige seiner Kurzgeschichten wurden in Anthologien und Zeitschriften veröffentlicht. Nach dem Mauerbau und dem absoluten Reiseverbot wurde Kurt Müller zum Dissidenten. Mehrfach wurden Drohungen gegen ihn ausgesprochen. Seine Ehe wurde geschieden und sein Ausreiseantrag im November 1975 genehmigt.
Nach der Rückkehr in die Bundesrepublik arbeitete er weiterhin als Installateur. Nachdem er seine zweite Frau geheiratet hatte, erwachte auch wieder seine Lust zum Schreiben. Aus seiner Feder sind mittlerweile mehrere Erzählbände erschienen. Die Themen sind breit gefächert und oft ist Lokalkolorit herauszulesen, was für die Liebe zur lippischen Heimat spricht. Nach Aufenthalten in Herford und Bielefeld lebt Kurt Müller seit 2002 wieder in seiner Heimatstadt Bad Salzuflen. Er tritt oft mit Lesungen aus seinen Büchern auf. Müller ist Mitglied im Verband Deutscher Schriftsteller (VS).

## Werke
- Was bleibt ist das Urteil : Ausgewählte Erzählungen aus Westfalen und Lippe. Heimat- und Verschönerungsverein Bad Salzuflen e.V., Bad Salzuflen 2018, ISBN 978-3-941726-62-8.
- Fundsache: Ein Kriminalfall aus Ostwestfalen. Selbstverlag, Bad Salzuflen 2015.
- Gestorben in Badenweiler: Episoden aus Dichterleben. First-Minute-Taschenbuchverlag, Emsdetten 2012, ISBN 978-3-932805-65-3.
- Ankunft der Dunkelgräfin: Geschichten aus Thüringen. Selbstverlag, Bad Salzuflen 2010.
- Der Reiseantrag. Erzählungen. First-Minute-Taschenbuchverlag, Emsdetten 2007, ISBN 978-3-932805-56-1.
- Die Mörder sitzen in der Oper. Erzählungen. Erinnerungen an Verbrechen und deren Opfer in der NS-Zeit. First-Minute-Taschenbuchverlag, Emsdetten 2004, ISBN 3-932805-40-2.
- mit Frank Dieckbreder: Im Wald bei Kleinenberg. Die Ermordung des Journalisten Felix Fechenbach. First-Minute-Taschenbuchverlag, Emsdetten 2002, ISBN 3-932805-30-5.
- Emmerichs Erben. Ausgewählte Erzählungen. First-Minute-Taschenbuchverlag, Emsdetten 2000, ISBN 3-932805-16-X.
- Der Birkenbaum am Hellweg. Erzählungen aus Westfalen, Lippe und anderswoher. First-Minute-Taschenbuchverlag, Emsdetten 1998, ISBN 3-932805-02-X.
- Der Ochse im Schlepiener See. Ostpreußisches Geschichtenmosaik. First-Minute-Taschenbuchverlag, Emsdetten 1996, ISBN 3-9803959-1-X.
- Das Kuckucksei. Lippisch-westfälische Geschichten. Igel-Verlag, Paderborn 1993, ISBN 3-927104-47-7.
- Holprige Wege geht das Leben. Erzählungen. Lauer & Richter, Edition Der Landbote, München 1989, ISBN 3-88855-062-9.
- Die Liebe hat bunte Flügel. Erzählungen. Lauer & Richter, Edition Der Landbote, München 1986, ISBN 3-88855-037-8.
- Mit Traven auf einer Bank. Erzählungen. Lauer & Richter, Edition Der Landbote, München 1984, ISBN 3-88855-021-1.